# Sidi Kacem
Sidi Kacem is een stad in Marokko en is de hoofdplaats van de provincie Sidi Kacem.
In 2014 telde Sidi Kacem 75.672 inwoners.

## Geboren
- Rachid Taoussi (1956), voetbalcoach
- Badou Zaki (1959), voetbalspeler en voetbalcoach